# Vinterbuske
Vinterbuske (Abeliophyllum distichum) är en växt i familjen syrenväxter (Oleaceae). Den är ensam i släktet Abeliophyllum.
Busken är medelstor och kommer ursprungligen från Koreahalvön. Den har ovala blad som slutar i en spets och vita till rosa blommor. Arten är en vanlig prydnadsväxt i trädgårdar.